# Kleiner Blocktest
Der kleine Blocktest (KBT) ist ein Schneedeckentest, der vom Bayerischen Lawinenwarndienst entwickelt wurde. Ziel des Schneedeckentests ist, die Stabilität der Schneedecke festzustellen sowie die Lage und Eigenschaft von Schwachschichten zu bestimmen.
Der kleine Blocktest wird auch vereinfachtes Schneeprofil genannt, da er der gezielten Suche nach Schwachschichten in der Schneedecke dient. Er stellt eine vereinfachte Variante des Rutschblocktests dar.

## Ausführung
Zunächst wird ein 40 × 40 cm Block in der Schneedecke auf allen Seiten freigelegt. Die Tiefe ist abhängig von den Eigenschaften der Schneedecke und der Zielsetzung der Schneedeckenuntersuchung. Für die meisten Untersuchungen reicht eine ungefähre Tiefe von etwa einem Meter.
Von oben beginnend wird nun mit der Lawinenschaufel seitlich an den Block geklopft, bis er abgleitet oder bricht. Begonnen wird mit schwachem Klopfen (1 Nm) über mittleres (2 Nm) bis starkes Klopfen (3 Nm).

## Analyse der Schwachschicht
Wurde eine Schwachschicht gefunden, kann nun mit der Analyse dieser begonnen werden. Hierzu wurde vom Lawinenwarndienst Bayern die Schwachschichtdiagnose (SSD) entwickelt.
Es werden sechs Fragen beantwortet und gewichtet. Diese fließen in eine Bewertungsmatrix mit ein. Bewertet werden die Schlaghärte, die Bruchfläche, die Tiefe der Schwachschicht, die Überlagernde Schicht, die Größe der Kristalle und die Dicke der Schwachschicht.
Hinzu kommt hier noch das sogenannte Prozessdenken. Hierdurch soll durch den Beobachter eine mögliche Übertragung der Ergebnisse auf eine größere räumliche Skala oder andere Hangneigungen oder -expositionen erkannt werden.

## Aussagekraft
Durch ein schlechtes Ergebnis im kleinen Blocktest kann ein Abbruch der Unternehmung oder eine Sperrung von Infrastruktur gerechtfertigt werden. Ein gutes Ergebnis ist kein Nachweis für einen soliden Schneedeckenaufbau. Das Ergebnis des kleinen Blocktests ist immer im Zusammenhang mit der SSD, dem aktuellen Lawinenlagebericht sowie den lokalen Wetterphänomenen der letzten Tage zu sehen.